# Noruega nos Jogos Olímpicos de Verão de 1920
A Noruega mandou 194 competidores que disputaram quinze modalidades nos Jogos Olímpicos de Verão de 1920, na Antuérpia, na Bélgica. A delegação conquistou 31 medalhas no total, sendo treze de ouro, nove de prata, e nove de bronze.